# Document Schema Definition Languages
Document Schema Definition Languages (DSDL) ist ein im Rahmen der ISO laufendes Projekt zur Standardisierung verschiedener Methoden zur Prüfung von XML-Dokumenten. Die Verbindung verschiedener Methoden erlaubt eine vollständigere Validierung von Dokumenten, als es mit nur einer Technik möglich wäre, und geht über vergleichbare Verfahren des W3C hinaus.
DSDL ist festgelegt in der Norm ISO/IEC 19757.

## Umfang
DSDL besteht aus elf Teilen, von denen bis Anfang 2011 drei verabschiedet wurden. Für fünf Teile gibt es öffentliche Entwürfe und zwei Teile wurden inzwischen aufgegeben.
- Part 1 Overview
- Part 2 Regular-grammar-based validation – RELAX NG: verabschiedet
- Part 3 Rule-based validation – Schematron: verabschiedet
- Part 4 Namespace-based validation dispatching language – NVDL: verabschiedet
- Part 5 Datatype Library Language – DTLL: Entwurf
- Part 6 Path-based integrity constraints: aufgegeben
- Part 7 Character Repertoire Description Language – CREPDL: Entwurf
- Part 8 Document Schema Renaming Language – DSRL: Entwurf
- Part 9 Datatype- and namespace-aware DTDs: Entwurf
- Part 10 Validation Management: aufgegeben
- Part 11 Schema Association: Entwurf